# Roger Speich
Pour les articles homonymes, voir Speich.
Roger Speich, né le 25 avril 1910 à Paris et mort le 23 novembre 1984 à Dijon, est un militaire et résistant français, Compagnon de la Libération. 

## Biographie

### Jeunesse et engagement
Fils d'un employé des chemins de fer de l'État, Roger Speich naît le 25 avril 1910 dans le 11e arrondissement de Paris puis passe son enfance à Dijon,. En 1929, il débute son service militaire dans la marine mais s'oriente rapidement vers l'aviation. Titulaire d'une bourse de pilotage, il suis les cours de l'école de pilotage de Toussus-le-Noble puis, une fois breveté pilote, est affecté à l'aéronavale.
Pris de passion pour le pilotage, il décide de poursuivre sa carrière militaire à l'issue de son service national et s'engage au 22e régiment aérien sur la base de Chartres. En 1934, il est déjà un pilote expérimenté lorsque l'aéronautique militaire, alors composante des forces terrestres, obtient son indépendance dans la nouvelle Armée de l'air. Le sergent Speich est alors affecté à la base du Bourget puis suis un stage de perfectionnement à la base d'Étampes, faisant de lui un moniteur de pilotage. Il est par la suite promu sergent-chef puis adjudant.

### Seconde Guerre mondiale
Au début de la seconde guerre mondiale, malgré son désir de combattre, Roger Speich est affecté à l'école des radio-naviguants de la base de Saint-Jean-d'Angély. Promu adjudant-chef, il entend l'appel du général de Gaulle et décide de le rejoindre à Londres. Le 20 juin 1940, en compagnie de James Denis, il décolle à bord d'un Farman F.222 qui embarque également Georges Goumin, Louis Ferrant, André Cantès et Jean-Albert Dupont,. Une fois parvenu en Angleterre, l'adjudant-chef Speich est affecté à Sutton Bridge où il suit un stage de pilote de chasse sur Hawker Hurricane mais, plus à l'aise sur de plus gros aéronefs, il est déplacé à Odiham où il devient moniteur sur bombardiers Bristol Blenheim.
Affecté au Groupe mixte de combat no 1, il participe à l'expédition de Dakar en septembre 1940 puis à la campagne du Gabon en octobre et novembre suivants. Après avoir été promu sous-lieutenant au début de l'année 1941, il est muté au Groupe réservé de bombardement no 1 (GRB1) au sein duquel il prend part à la bataille de Koufra comme pilote d'un équipage composé du navigateur Joseph Trigeaud et du radio-mitrailleur Edmond Jean. Lors de la campagne d'Érythrée, il est désigné pour piloter l'appareil transportant le général de Gaulle lorsque celui-ci vient inspecter la brigade française d'orient,. Fort d'une vingtaine de missions de bombardements et de liaisons, il quitte le GRB1 en août 1941 pour assister le lieutenant-colonel de Marmier dans la création des lignes aériennes militaires (LAM).
Promu lieutenant en mars 1942, il accumule durant trois ans au sein des LAM plus de 2 000 heures de vol à travers l'Afrique et le Proche-Orient. En août 1944, après avoir été promu capitaine, il est muté au Moyen-Congo au sein du groupe de chasse 1/16 "Artois" dont il prend le commandement de l'escadrille "Arras". Il termine la guerre dans cette unité chargée d'assurer la sécurité des convois maritimes alliés contre les U-Boote allemands.

### Après-Guerre
Avec une expérience de plus de 10 000 heures depuis son engagement, Roger Speich poursuit sa carrière militaire après la fin du second conflit mondial. Lors de la guerre d'Indochine, il se spécialise dans les évacuations sanitaires. Il est ensuite affecté à la base-école 724 de Fès, au Maroc, puis devient conseiller aéronautique en Libye. De retour en France, il est affecté à sa demande à Auxerre où il termine sa carrière militaire en 1957.
Roger Speich meurt le 23 novembre 1984 à Dijon où il est inhumé.

## Décorations
|  |  |  |
|  |  |  |
|  |  |  |
|  |  |  |

| Commandeur de la Légion d'Honneur                                                         | Commandeur de la Légion d'Honneur                                                         | Commandeur de la Légion d'Honneur                                                         | Compagnon de la Libération Par décret du 23 juin 1941                | Compagnon de la Libération Par décret du 23 juin 1941                | Compagnon de la Libération Par décret du 23 juin 1941                | Croix de guerre 1939-1945 Avec une palme                | Croix de guerre 1939-1945 Avec une palme                | Croix de guerre 1939-1945 Avec une palme                |
| Médaille de la Résistance française                                                       | Médaille de la Résistance française                                                       | Médaille de la Résistance française                                                       | Croix du combattant volontaire de la Résistance                      | Croix du combattant volontaire de la Résistance                      | Croix du combattant volontaire de la Résistance                      | Médaille de l'Aéronautique                              | Médaille de l'Aéronautique                              | Médaille de l'Aéronautique                              |
| Médaille coloniale Avec agrafes "Koufra", "Érythrée", "Éthiopie" et "Fezzan-Tripolitaine" | Médaille coloniale Avec agrafes "Koufra", "Érythrée", "Éthiopie" et "Fezzan-Tripolitaine" | Médaille coloniale Avec agrafes "Koufra", "Érythrée", "Éthiopie" et "Fezzan-Tripolitaine" | Médaille commémorative des services volontaires dans la France libre | Médaille commémorative des services volontaires dans la France libre | Médaille commémorative des services volontaires dans la France libre | Médaille commémorative française de la guerre 1939-1945 | Médaille commémorative française de la guerre 1939-1945 | Médaille commémorative française de la guerre 1939-1945 |
| Médaille commémorative de la campagne d'Indochine                                         | Médaille commémorative de la campagne d'Indochine                                         | Médaille commémorative de la campagne d'Indochine                                         | Ordre du Mérite (Syrie)                                              | Ordre du Mérite (Syrie)                                              | Ordre du Mérite (Syrie)                                              | Chevalier de l'Ordre de l'Étoile noire (Bénin)          | Chevalier de l'Ordre de l'Étoile noire (Bénin)          | Chevalier de l'Ordre de l'Étoile noire (Bénin)          |